# Гуанаре
Гуана́ре (исп. Guanare) — город на северо-западе Венесуэлы, входит в состав штата Португеса, муниципалитет Гуанаре. Население — 113 000 (2007).
Город был основан в 1589 году губернатором Диего де Озорио как посёлок. Впоследствии получил статус города.
В городе расположены девять университетов.

## Достопримечательности
Многие считают Гуанаре духовной столицей Венесуэлы. Здесь находится храм Девы Марии де Коромото, чествующий святую покровительницу страны, и памятник, воздвигнутый в 1996 году в её честь.
В центре города стоит памятник национальному герою — Симону Боливару.